# خوان مانويل فيراري
خوان مانويل فيراري (بالإسبانية: Juan Manuel Ferrari)‏ هو نحات أوروغواياني، ولد في 21 مايو 1874 في مونتفيدو في الأوروغواي، وتوفي في 31 أكتوبر 1919 في بوينس آيرس في الأرجنتين.